# Aviron (rame)
Pour les articles homonymes, voir aviron.

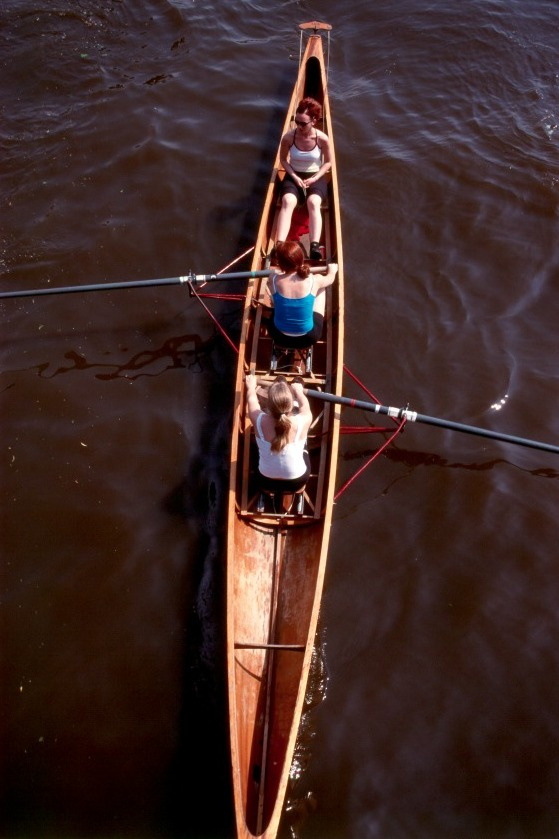
Deux rameuses à rame unique sur l'Amstel, Amsterdam, Pays-Bas.

Un aviron ou une rame est un outil destiné à la propulsion manuelle d'une embarcation. L'aviron est utilisé depuis l'Antiquité pour des usages aussi divers que la pêche, la guerre, le sport, le transport. L'aviron utilise la force motrice des corps des rameurs.
En général, un aviron est formé d'une longue pièce de bois, le manche, et l'extrémité propulsive, la « pelle », qui trempe dans l'eau. L'extrémité de la manche est dans la ou les mains du rameur ou « nageur » (celui qui rame, ou « nage », en jargon maritime) ; et le point d'appui du levier, la « dame de nage », est situé sur la lisse de l'embarcation. Si aucune partie ne prend appui sur la lisse de l'embarcation, on parle alors de pagaie. La « pelle » est aussi appelée « plat » ou encore « pale ».

## Principe

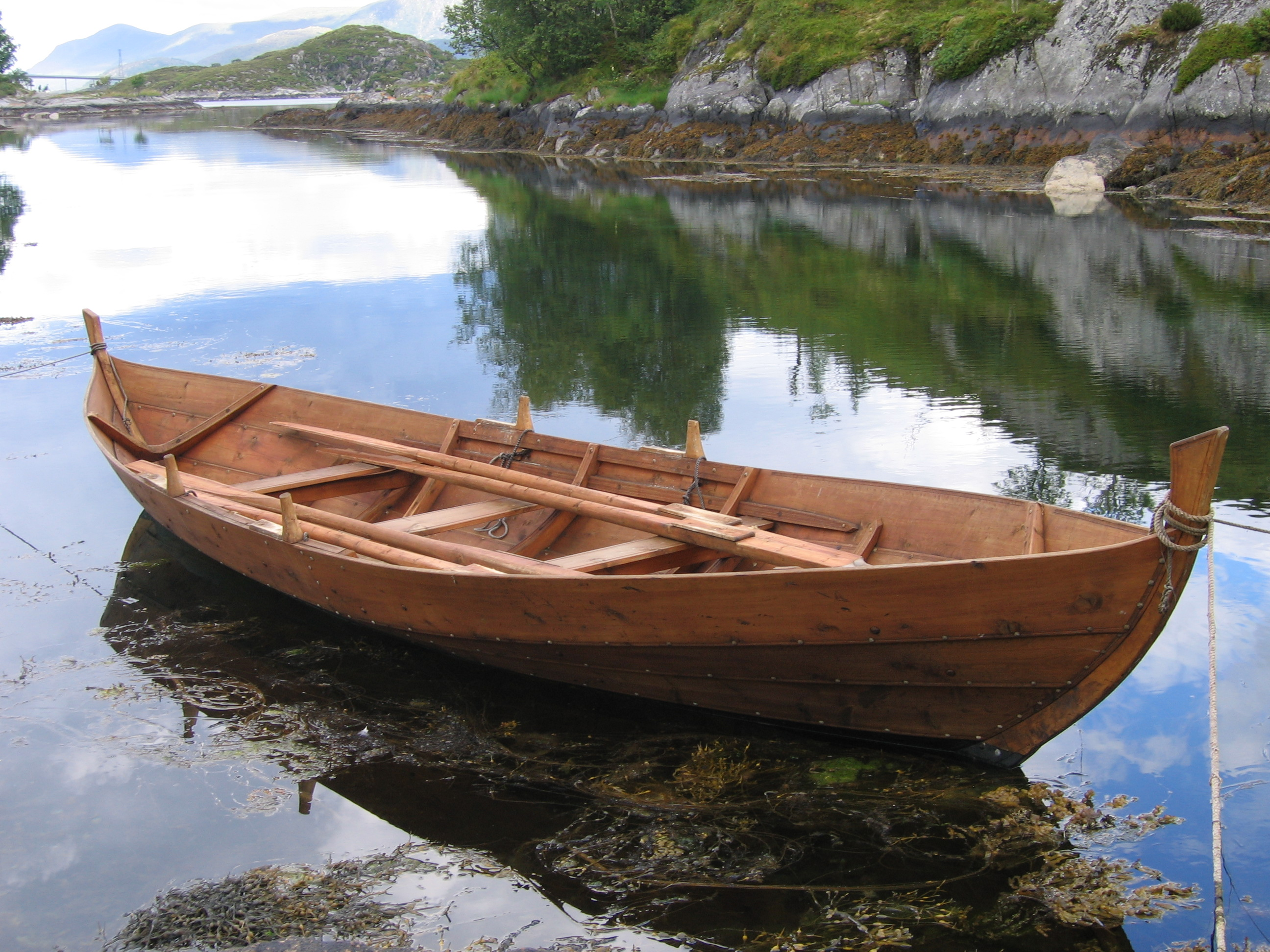
Un færing.

Plusieurs positions sont possibles pour pouvoir faire avancer une embarcation à l'aide d'avirons. Le rameur est assis sur un « banc de nage ». Lorsque la pelle repousse l'eau vers l'arrière, est levée pour être ramenée vers l'avant, puis plongée de nouveau dans l'eau, on parle de « nage ». Dans la « nage à la ponantaise », le « nageur » regarde vers l'arrière. S'il rame avec un aviron par banc de nage il « nage en pointe », avec deux avirons par banc de nage il « nage en couple ». Dans la « nage à la levantaise » ou « vogue », le rameur fait face à l'avant. Dans le cas particulier de la voga alla veneta la rame reste toujours immergée, le mouvement de retour vers l'avant servant à redresser la direction de la gondole. Si l'aviron, placé à l'arrière de l'embarcation, exerce une poussée continue par un mouvement en biais il s'agit de « godille ».

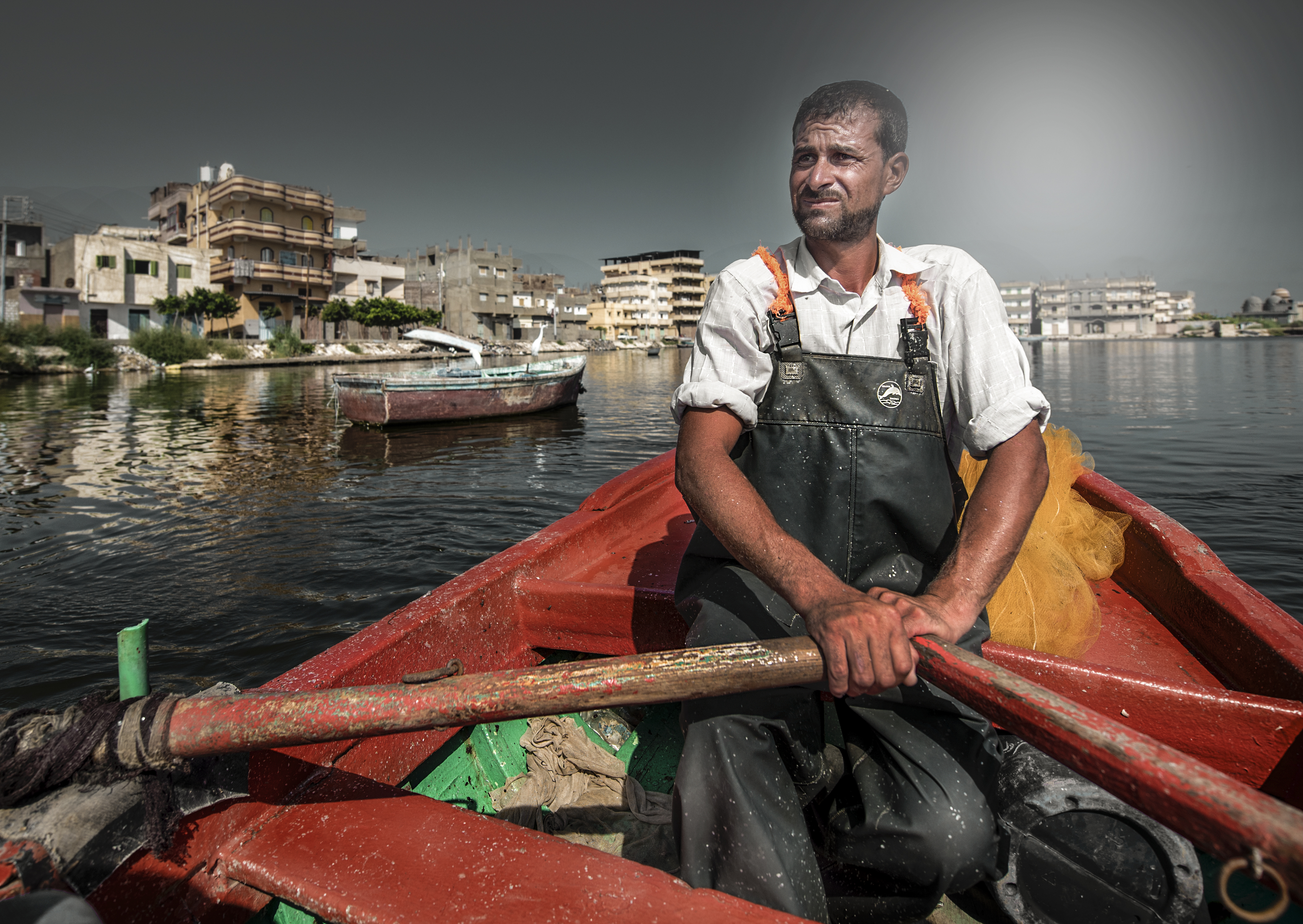
Pêcheur égyptien maniant deux rames.

Un rameur peut avoir à manœuvrer un ou deux avirons à la fois. Cela dépendra du fait d'être seul ou non sur l'embarcation. Si le rameur est seul, il devra ramer simultanément avec un aviron de chaque côté, et aura donc une main sur le manche de chaque aviron ; il rame alors en couple ; le rameur solitaire peut aussi utiliser un seul aviron en godillant. Si les rameurs sont deux ou plus, ils pourront alors manœuvrer chacun un seul aviron, avec les deux mains sur le manche. Il rame alors en pointe. Il faudra alors qu'il y ait autant de rameurs d'un côté que de l'autre pour que l'embarcation aille droit (même s'il existe aujourd'hui des embarcations traditionnelles à l'aviron à trois rameurs en pointe (Martinique)). Historiquement, il existait également des bateaux mélangeant les deux types d'armement avec un rameur en couple et deux rameurs en pointe : le ramdam.
Les embarcations de compétition à l'aviron sont munies de siège à roulettes qui permettent d'augmenter l'amplitude du coup de rame et la force appliquée à l'aviron.
L'aviron travaille comme un levier avec comme point d'appui la dame de nage ou le tolet. Bien sûr, plus la pale sera tirée rapidement et plus la vitesse de l'embarcation en sera augmentée. Le geste est assez technique, la pelle ne doit ni trop s'enfoncer dans l'eau lors de la période de traction, ni être trop levée lors de la période de retour.

## Histoire de l'aviron

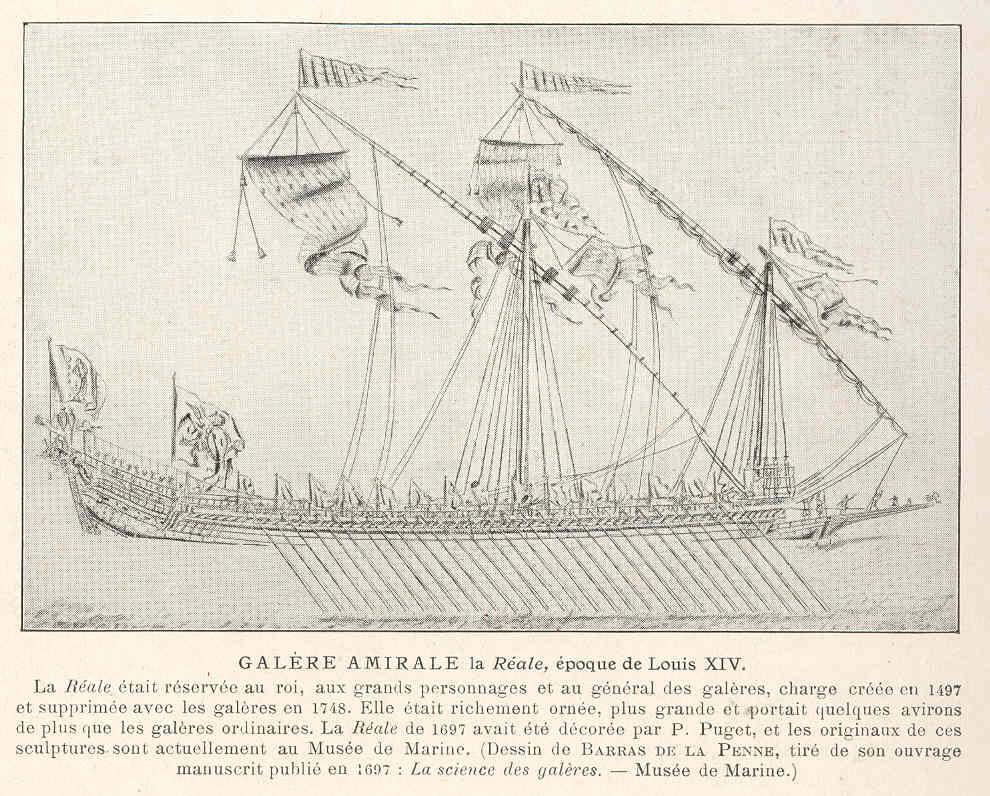
La galère amirale La Réale, gravure de 1697.

Vue en coupe d'une trière grecque.

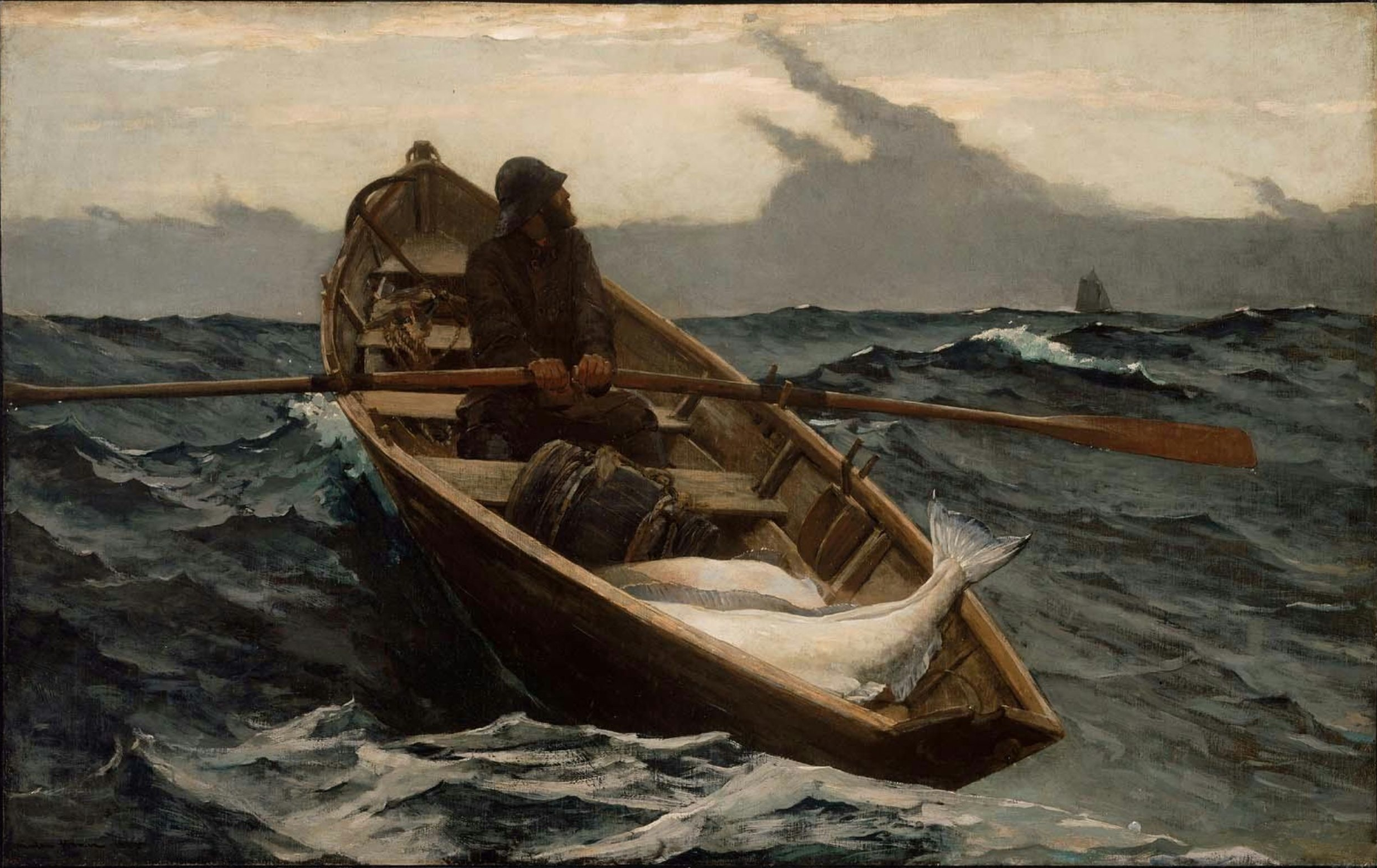
Un doris en pêche.

On peut supposer que l'aviron a succédé à la pagaie comme mode de propulsion lorsque les nécessités du transport maritime ont exigé des bateaux plus larges et plus haut sur l'eau pour le transport de volumes de marchandises croissants. En effet l'aviron permet l'élévation des bords, voire leur fermeture (l'aviron passe alors par des sabords), il permet également selon sa longueur d'éloigner le point d'appui donc de permettre au rameur d'être plus loin de l'eau. Un bateau plus haut sur l'eau peut alors se protéger de conditions de mer plus fortes. Un bateau plus large devient plus porteur et peut donc transporter plus de marchandises. À ces deux éléments s'ajoute une meilleure efficacité propulsive, ce qui permet donc de conserver, voire de réduire le nombre de rameurs.
Durant l'Antiquité, on trouvait différentes organisations des rameurs dans les galères : la galère simple, la birème, la trière, la quadrirème, la quinquérème avec respectivement 1, 2, 3, 4 et 5 files de rameurs. À l'époque, les galères naviguaient grâce à la voile et l'aviron. La galère s'est développée principalement sur le bassin méditerranéen où l'aviron a permis de pallier efficacement les aléas météorologiques. L'expansion de ce type de bateau a ensuite suivi l'expansion des conquêtes romaines, ce type de bateau a ainsi été exporté en Atlantique et en mer du Nord. La galère a perduré ensuite sur l'ensemble des flottes européennes où son intérêt particulier résidait dans les manœuvres et les phases d'attaque.
Jusqu'au XXe siècle, les embarcations des vaisseaux ont été propulsées habituellement à l'aviron. Les yoles de Bantry actuelles sont les répliques de ce type de bateaux.
Jusqu'à l'apparition du moteur, de nombreux bateaux de pêche étaient propulsés à l'aviron. C'était le cas, en particulier, des baleinières ou des doris.
De même les canots de sauvetage en mer utilisaient autrefois des avirons.

## L'aviron dans le sport
L'aviron est une discipline sportive. Il est aussi utilisé depuis quelques années dans des aventures extrêmes telles que la traversée des océans Atlantique et Pacifique par Maud Fontenoy ou Gérard d'Aboville. Il existe une course transatlantique à la rame reliant le Sénégal à la Guyane, Rames Guyane.

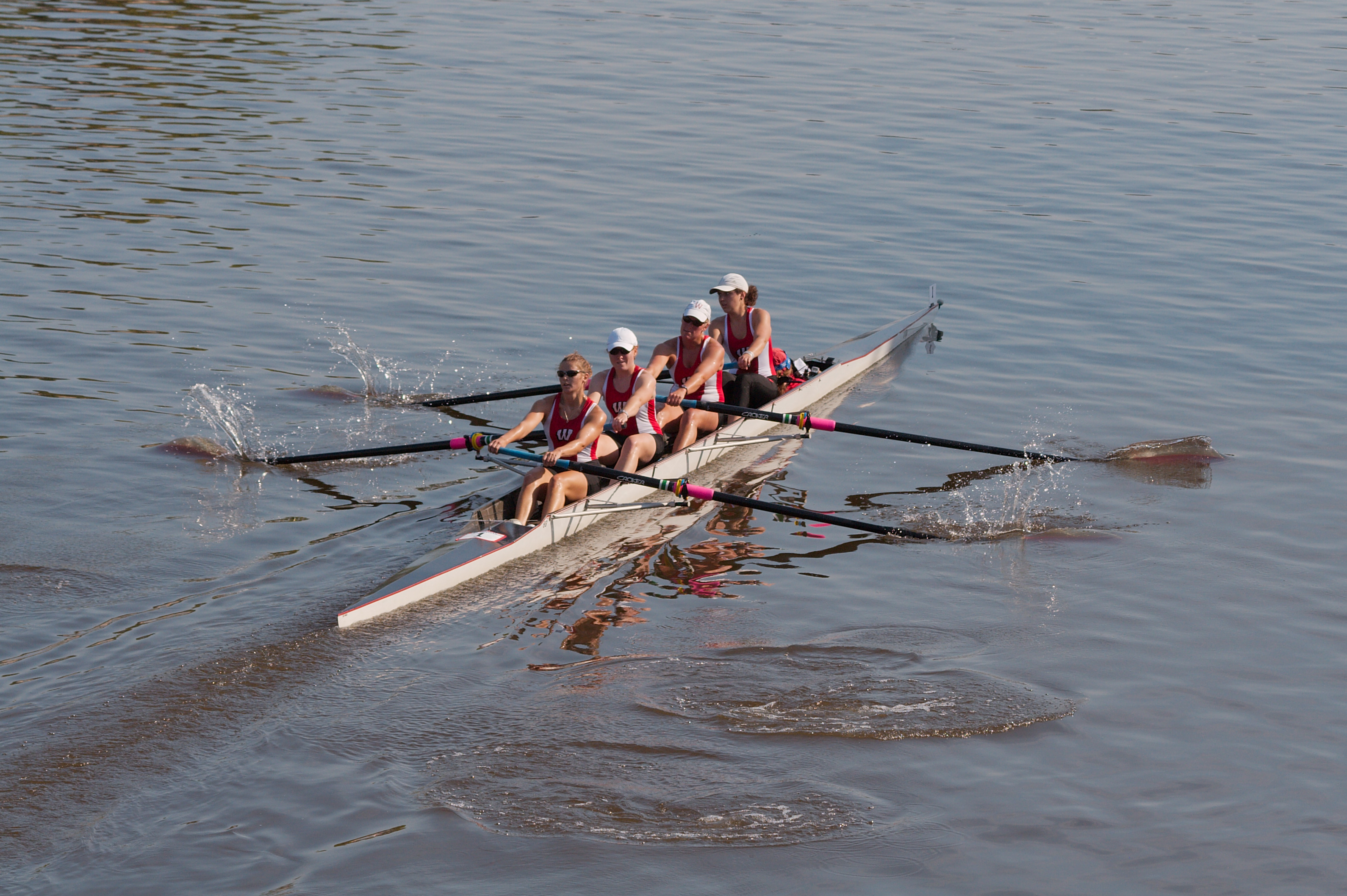
Équipage féminin, Milwaukee (2008).
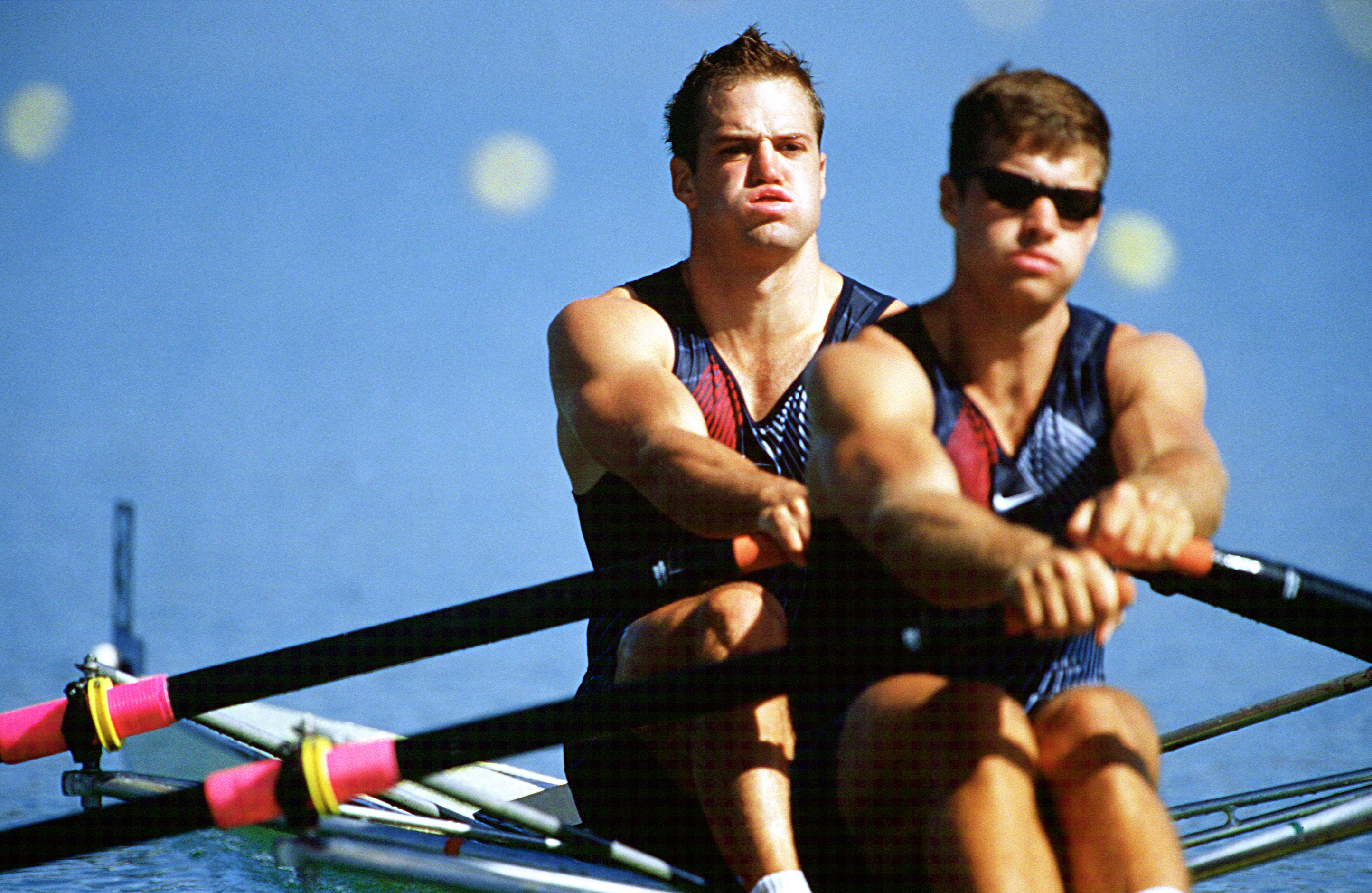
Deux de couple américain aux Jeux olympiques d'été de 2000, Sydney.
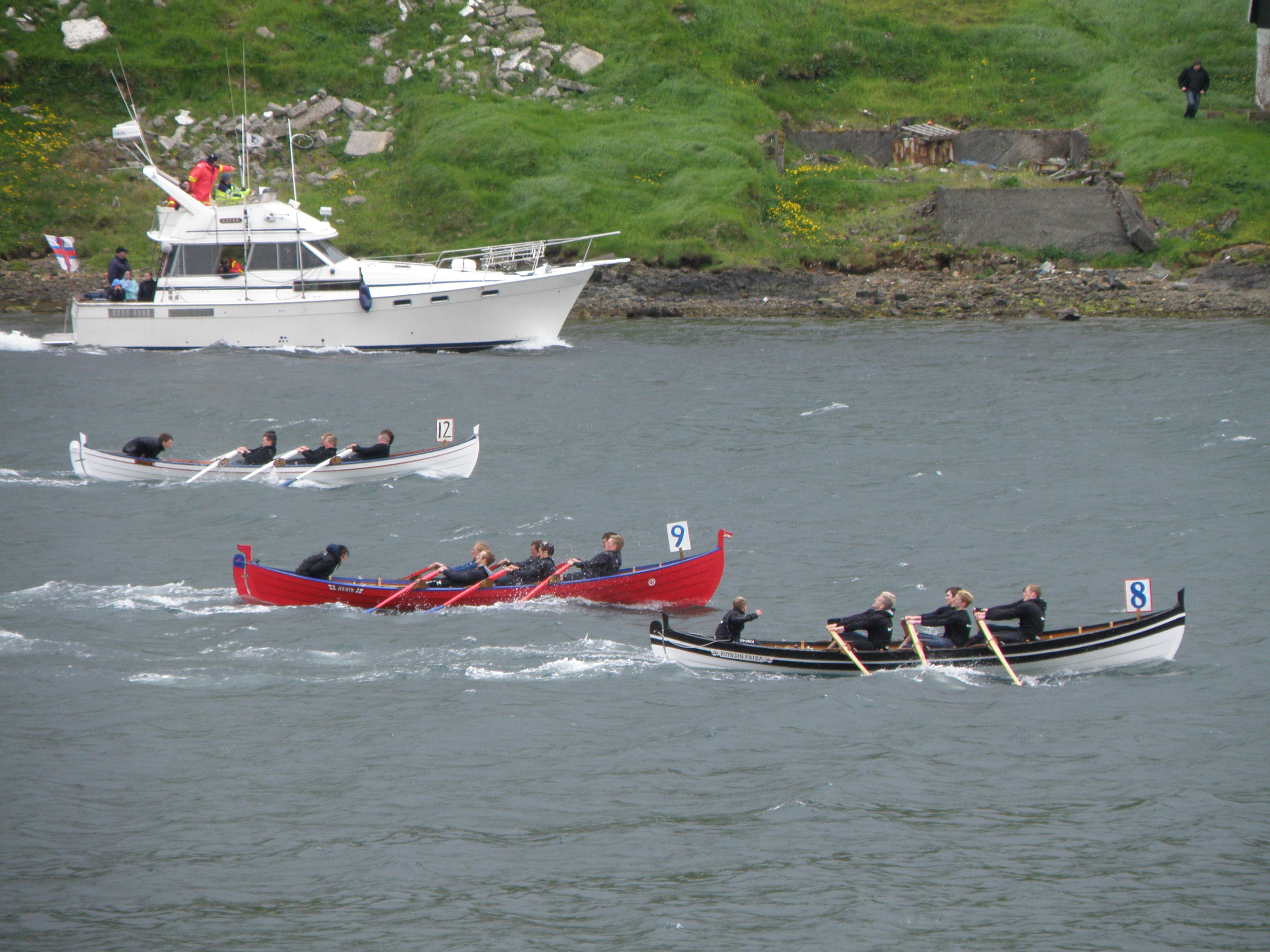
Compétition traditionnelle dans les Îles Féroé (2010).
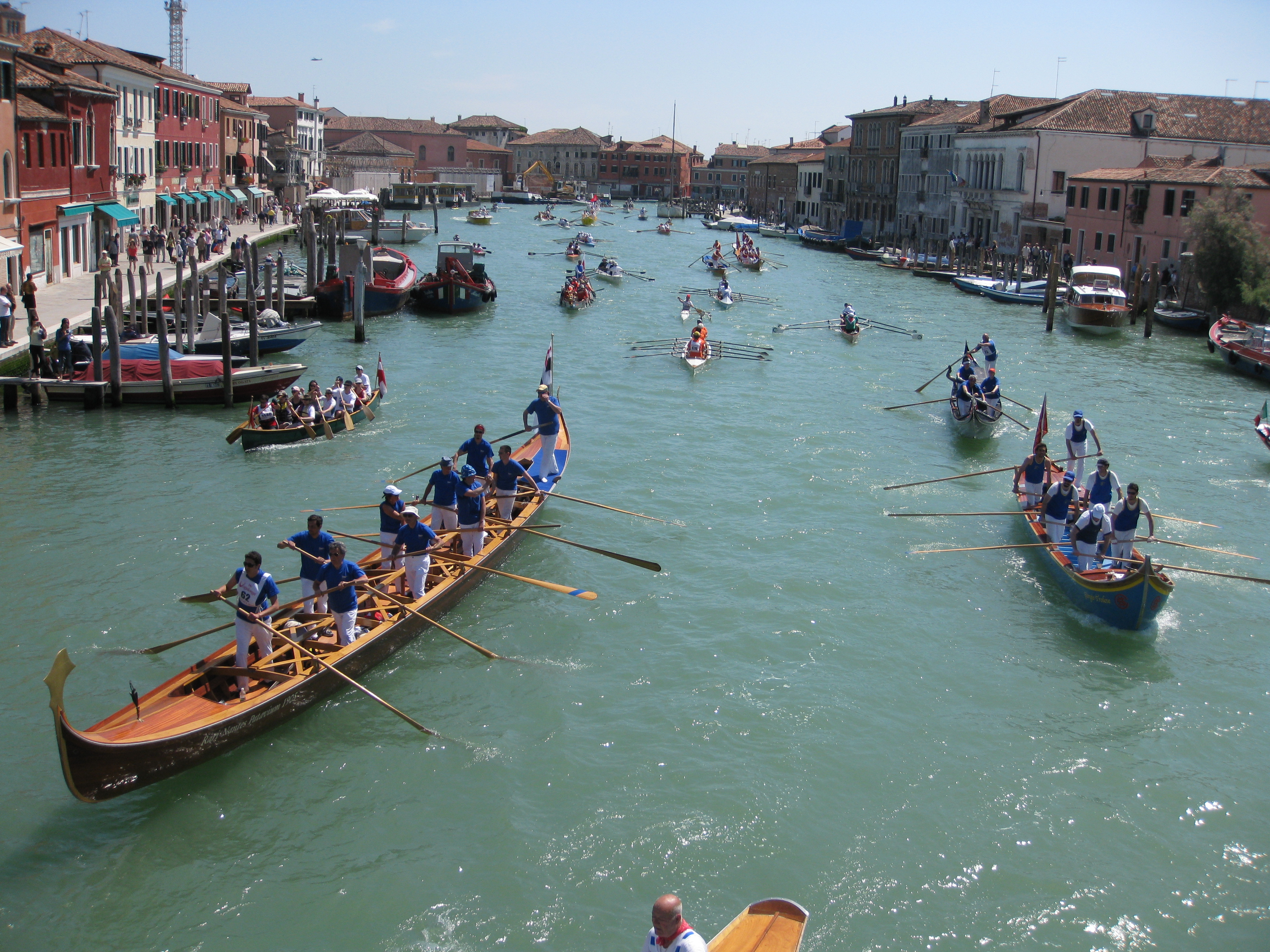
La Vogalonga de Venise (2010).
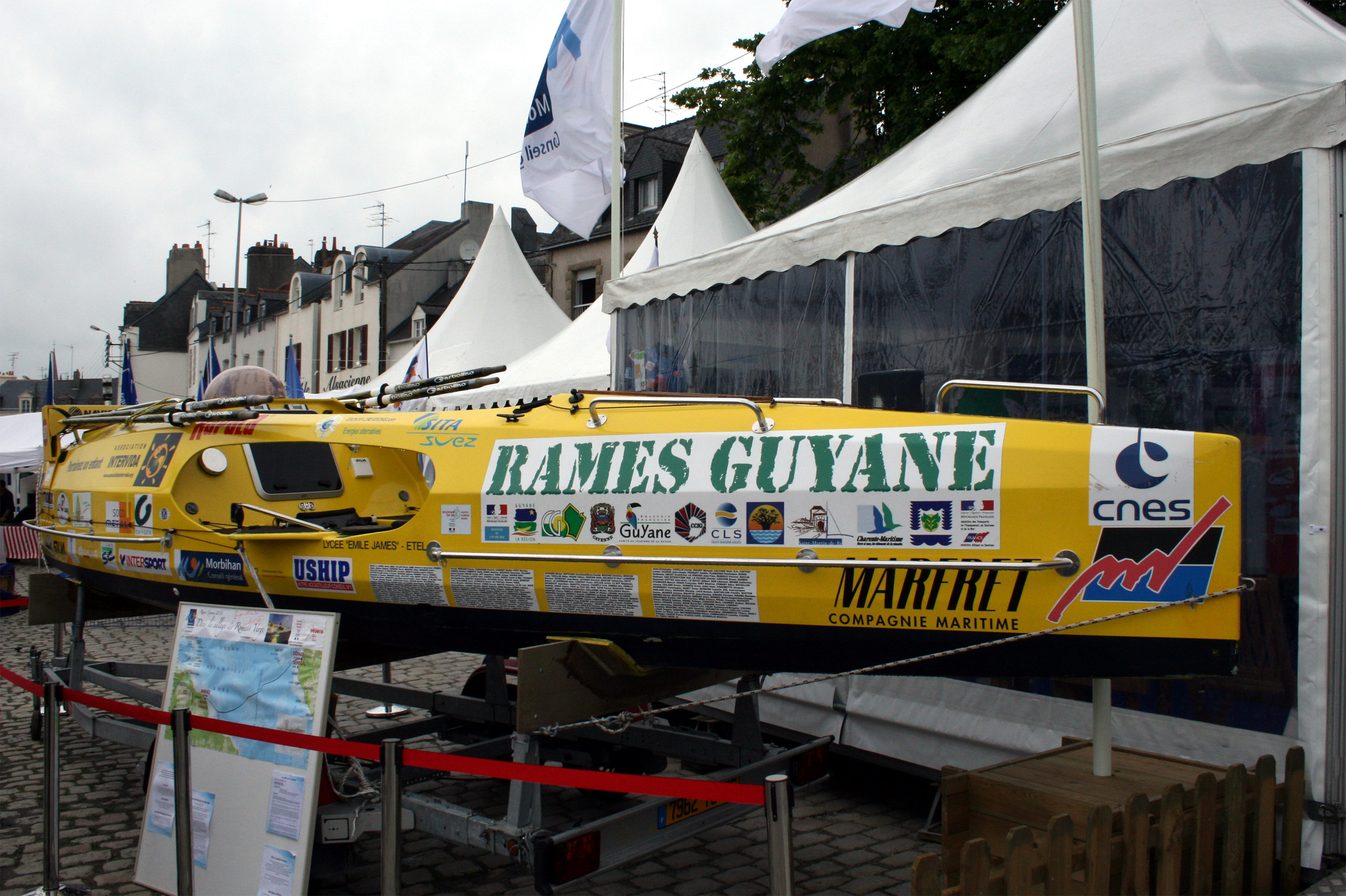
Bateau de Romain Vergé pour la course transatlantique Rames Guyane.

Les disciplines telles que le kayak, le canoë ou la pirogue n'utilisent pas un aviron mais une pagaie.

## L'aviron dans la culture
L'aviron fait partie de nombreuses compositions artistiques. On trouve aussi de nombreux exemples dans les armoiries.

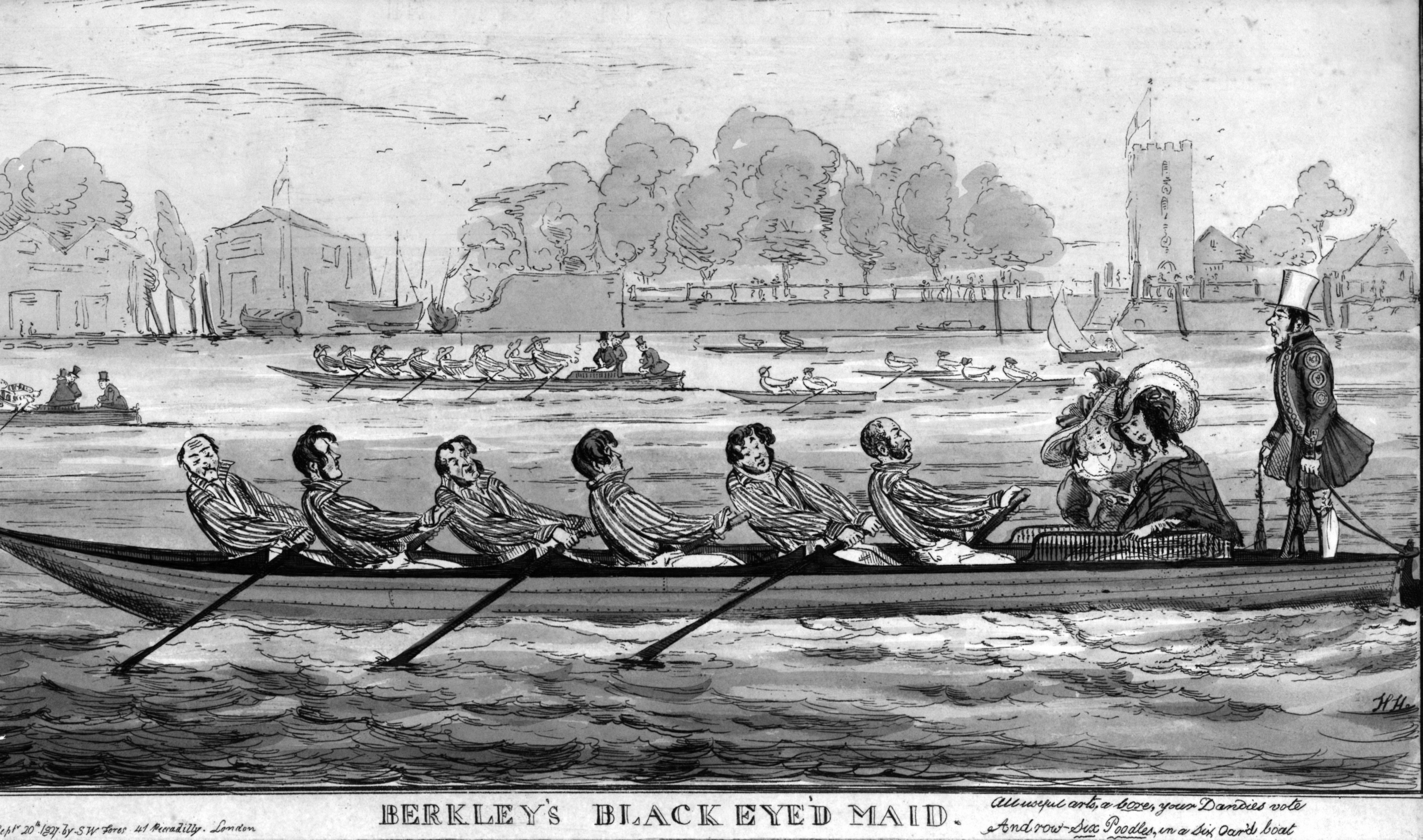
Berkley's Black Eyed Maid, gravure anglaise (1827).
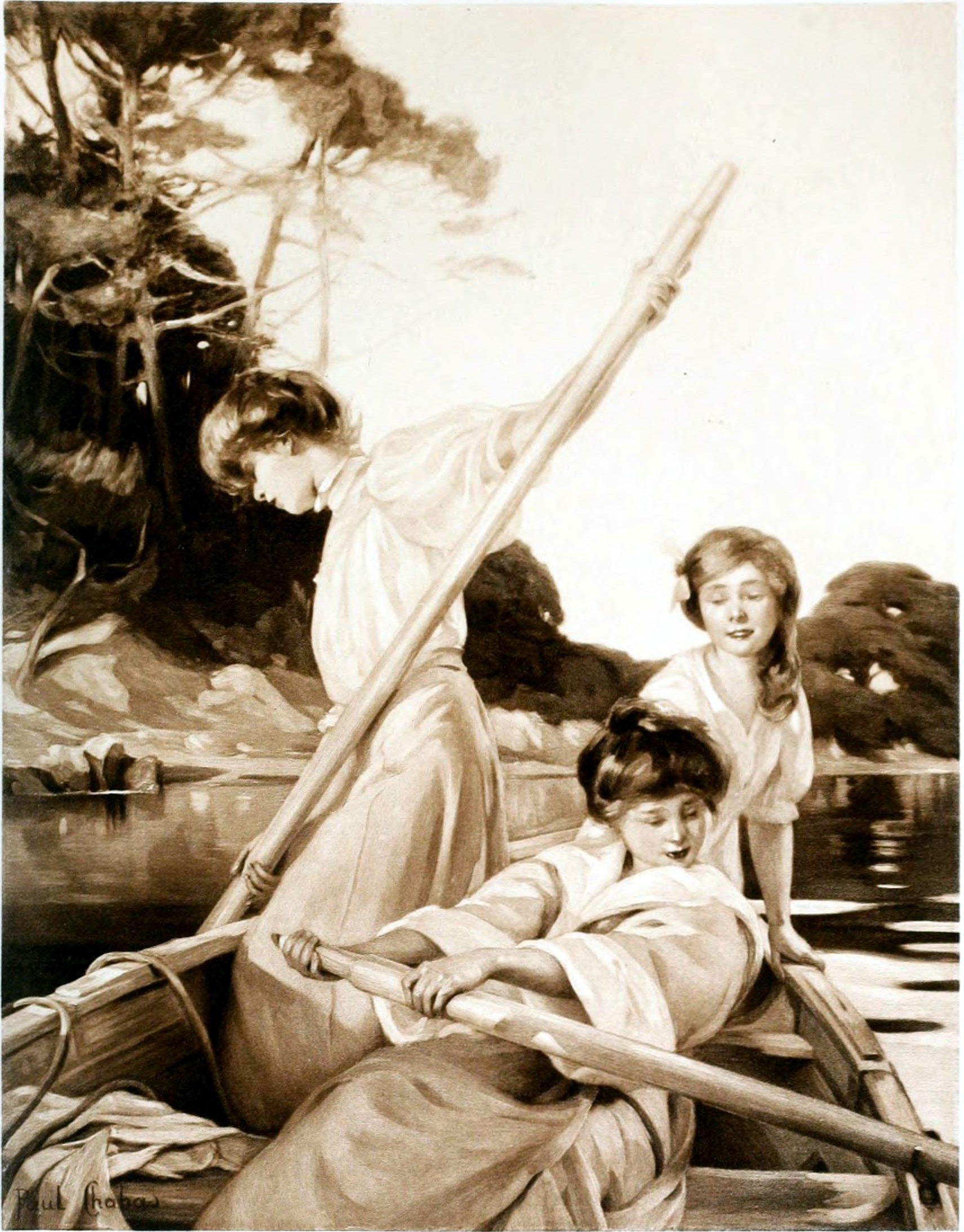
Sur la rivière, par Paul Émile Chabas (1908).
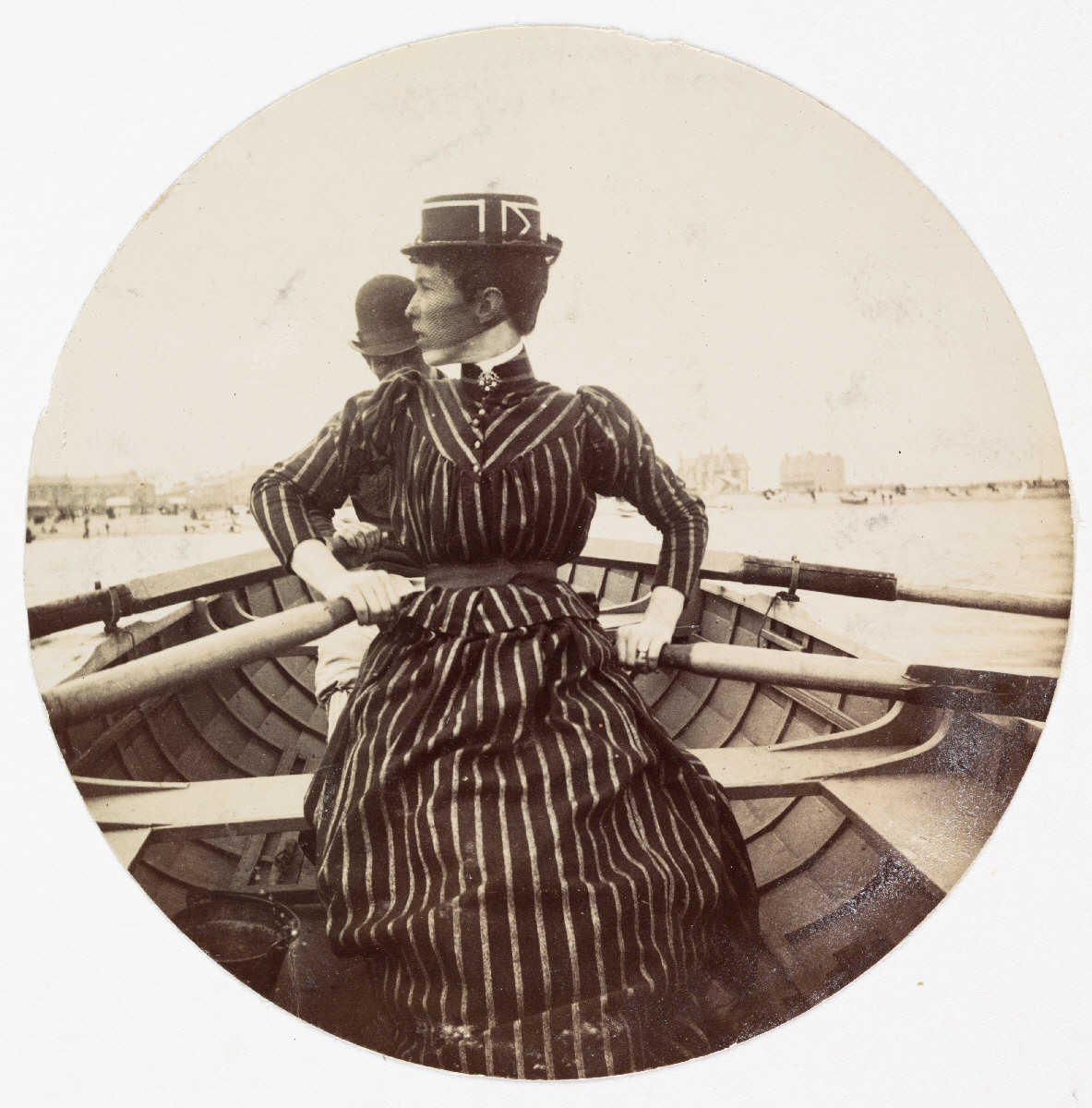
Photographie d'une femme aux avirons (vers 1890), National Media Museum/Kodak Museum.
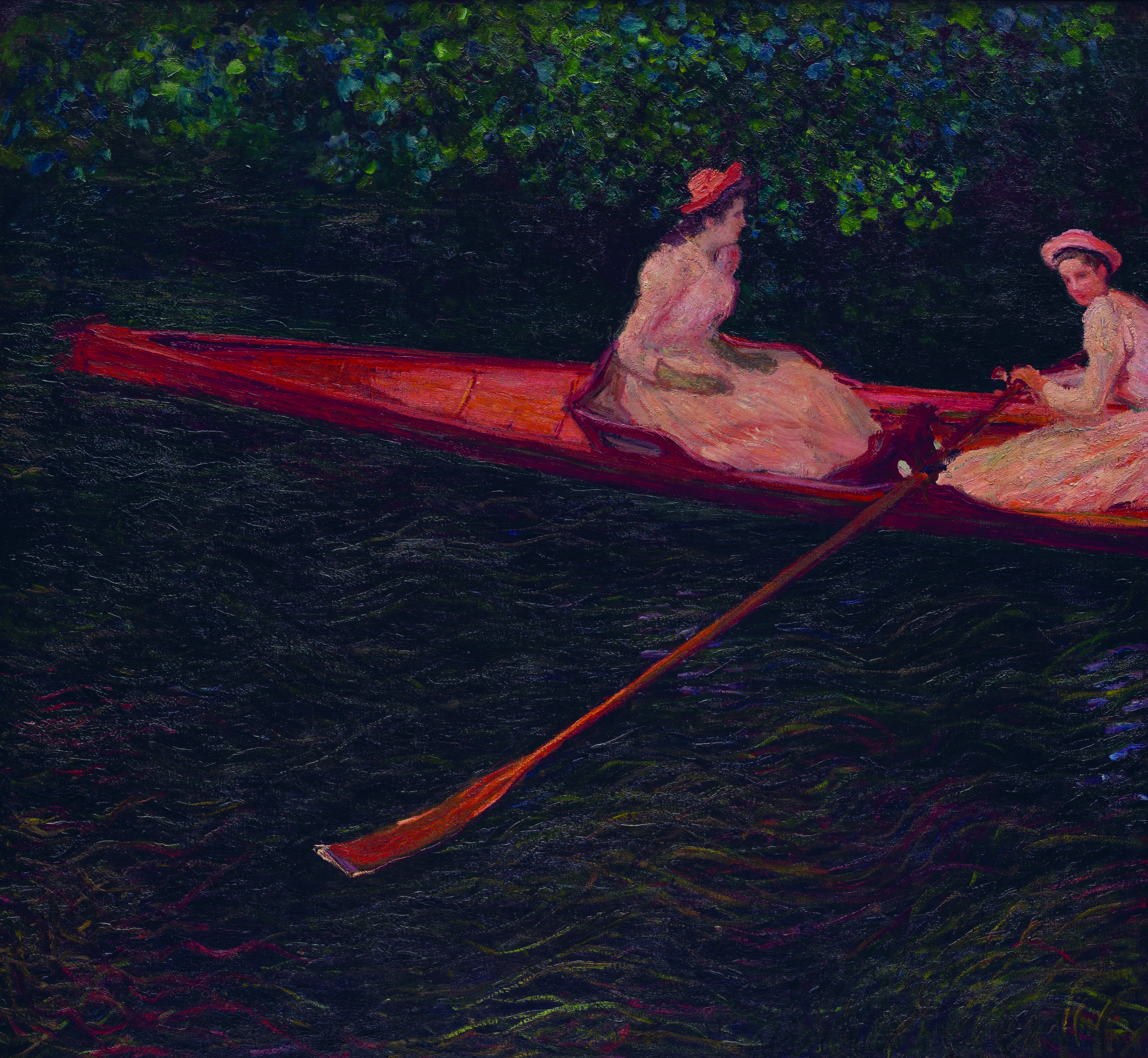
Canoë sur l'Epte, par Claude Monet (1890), Musée d'Art de São Paulo.
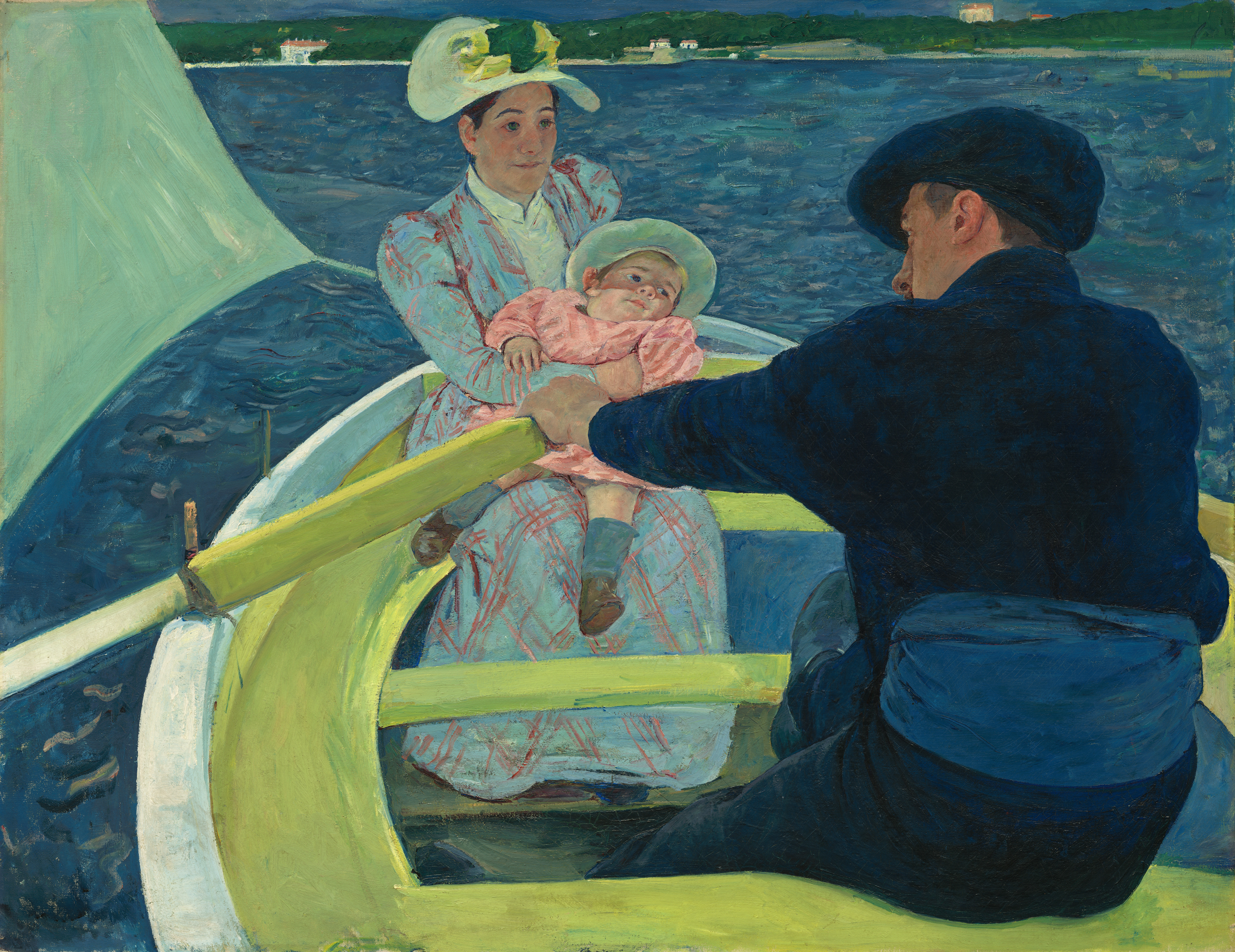
La Barque, par Mary Cassatt (1893-1894), National Gallery of Art, Washington, D.C..
Blason de Hedesunda landskommun, Suède.
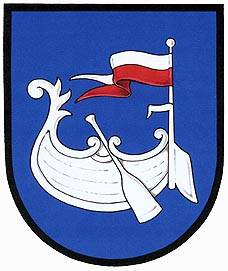
Blason de Loděnice, District de Beroun, République tchèque.